# (36568) 2000 QO120
2000 QO120 (asteroide 36568) é um asteroide da cintura principal. Possui uma excentricidade de 0.07818350 e uma inclinação de 4.38420º.
Este asteroide foi descoberto no dia 25 de agosto de 2000 por LINEAR em Socorro.